# Francisco Pires
Francisco Pires (século XVI) foi um arquiteto militar português.

## Biografia
Referido como "Mestre de Pedraria", foi enviado pela Coroa para o Estado Português da Índia. Na viagem, levou consigo o risco para a Fortaleza de São Sebastião na ilha de Moçambique, de autoria de Miguel de Arruda.
Em 1546 dirigiu a refomulação da Fortaleza de Diu e introduziu no Oriente Português o novo sistema de baluartes em triângulo que correspondia à nova tecnologia do "fogo cruzado", preconizado nos tratados de fortificação renascentista. Nesta fortificação destaca-se a abertura de um fosso, que separava a cidadela da terra firme, recurso aplicado já na Praça-forte de Ceuta conforme se depreende do relato do 4º Vice-rei, D. João de Castro a João III de Portugal onde a esse particular refere que: "(...) a nova fortaleza se fizera pollo debuxo de Ceyta".